# Nohra (Weimarer Land)
Nohra település Németországban, azon belül Türingiában. Lakosainak száma 1673 fő (2014. január 2.). Nohra Troistedt és Isseroda községekkel határos.

## Népesség
A település népességének változása:
| Lakosok száma | 1897 | 1673 | 1657 |
|               | 2010 | 2014 | 2017 |